# خوخ آسي الورق

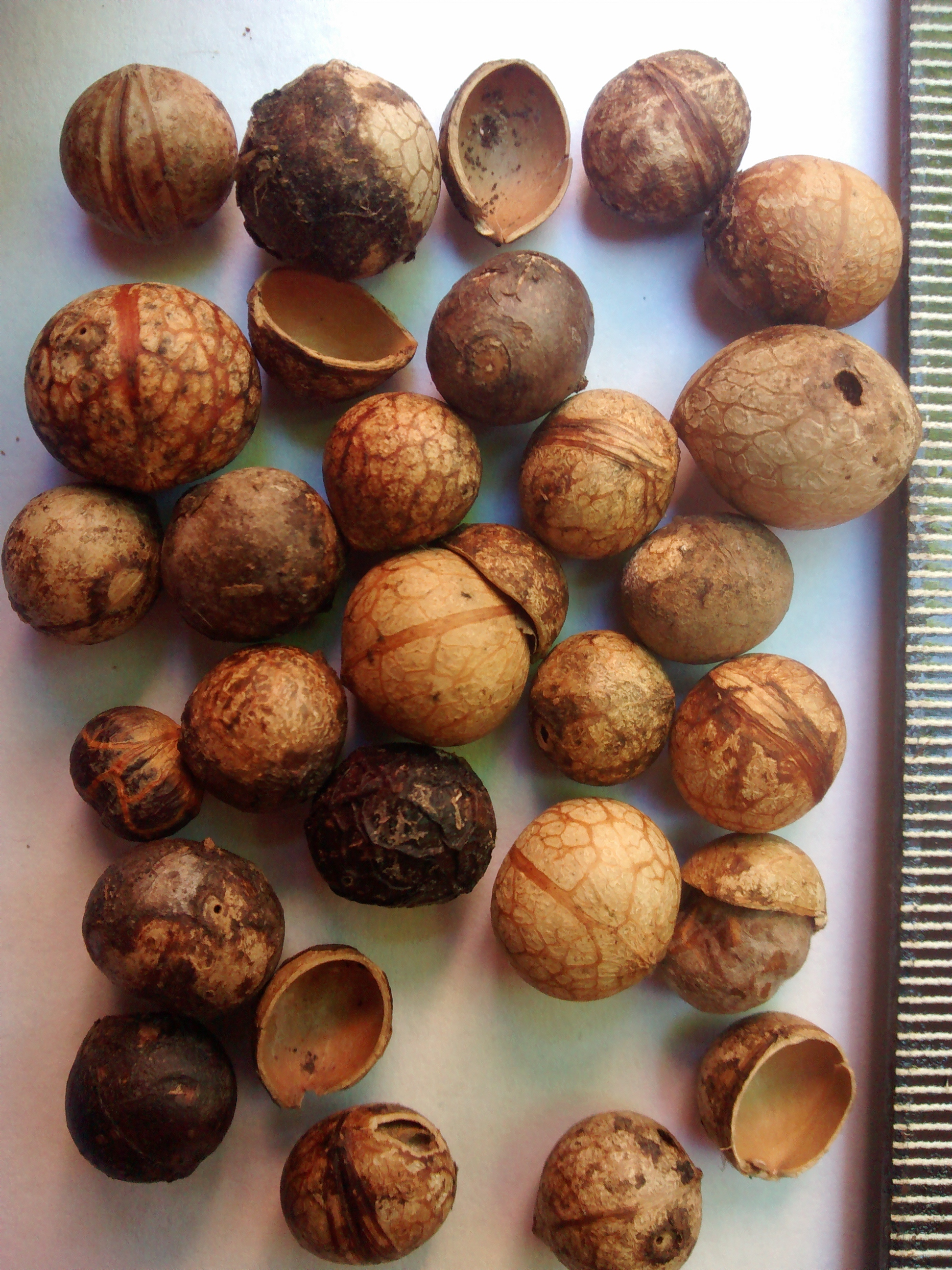
بذور "خوخ آسي الورق"

خوخ آسي الورق أو برقوق آسي الورق (الاسم العلمي:Prunus myrtifolia) هو نوع من النباتات يتبع جنس الخوخ من الفصيلة الوردية.